# Szczyt NATO w Rzymie 1991
Szczyt NATO w Rzymie – 12. szczyt NATO zorganizowany w Rzymie w dniach 7–8 listopada 1991.
W czasie 12 szczytu NATO rozmawiano o propozycjach dotyczących rozwoju współpracy politycznej i wojskowej z krajami Europy Środkowej i Wschodniej. Na szczycie opublikowano nową koncepcję strategiczną Sojuszu Północnoatlantyckiego. Zaproponowano również powołanie Północnoatlantyckiej Rady Współpracy NACC (North Atlantic Cooperation Council.

## Postanowienia szczytu
Po zakończeniu obrad szczytu opublikowano pierwszą w historii jawną koncepcję strategiczną NATO. Ponadto ogłoszono Deklarację rzymską o pokoju i współpracy i oświadczenia dotyczące: kierunków rozwoju w Związku Radzieckim oraz sytuacji w Jugosławii.
Nowa koncepcja strategiczna składała się z czterech części:
- Kontekst strategiczny

w pierwszej części scharakteryzowano środowisko strategiczne oraz wyzwania i zagrożenia dla bezpieczeństwa; przypomniano, że trzy republiki bałtyckie odzyskały niepodległość, pozostałe republiki przechodzą radykalne zmiany, a Związek Radziecki zapowiedział wycofanie swoich wojsk z terytorium Węgier, Czechosłowacji, Polski i Niemiec. Realizacja zapisów Traktatu o konwencjonalnych siłach zbrojnych w Europie CFE miała wpłynąć na usunięcie liczebnych nierówności w konwencjonalnych systemach uzbrojenia. Uznano, że zniknęło zagrożenie pełnoskalowego ataku na państwa NATO, a nowe zagrożenia miały wynikać z trudności ekonomicznych, społecznych i politycznych, rywalizacji etnicznych i sporów terytorialnych między wieloma krajami Europy Środkowej i Wschodniej.
- Cele Sojuszu i funkcje bezpieczeństwa

w części drugiej określono, że zasadniczym celem sojuszu pozostała ochrona wolności i bezpieczeństwa wszystkich członków, a podstawową zasadą działania Sojuszu miało być wspólne zaangażowanie, solidarność i współpraca suwerennych państw. Do podstawowych zadań zaliczono: zapewnienie stabilnego środowiska bezpieczeństwa w Europie, transatlantyckie forum sojuszniczych konsultacji, zachowanie równowagi strategicznej, utrzymanie zdolności struktur wojskowych do obrony, prowadzenie politycznych działań ukierunkowanych na dialog.
- Szerokie podejście do bezpieczeństwa

w części trzeciej opisano zagadnienia dotyczące ochrony pokoju w Europie, dialogu i współpracy, wspólnej obrony, a także kryzysów i zapobiegania Konfliktom. Sojusz Północnoatlantycki miał budować wzajemne zrozumienie i zaufanie oraz szukać sposobów zmniejszenia ryzyka konfliktu; miał dążyć do osiągnięcia harmonii między obroną, kontrolą zbrojeń a rozbrojeniem.
- Wytyczne obrony

w części czwartej zawarto zasady strategii NATO, nowe założenia i wytyczne funkcjonowania sił zbrojnych oraz charakterystykę sił konwencjonalnych i nuklearnych. Wobec zmiennych zagrożeń sojusznicy widzieli potrzebę wprowadzenia zmian w strategii oraz strukturze dowodzenia sił NATO. Przypomniano, że atak na jednego jest atakiem na wszystkich. Struktury wojskowe miały być tak skonstruowane, aby w razie potrzeby można było rozbudować ich zdolności wojskowe. Planowano, że sojusznicze siły konwencjonalne, oprócz sił natychmiastowego i szybkiego reagowania, będą posiadały również główne siły obronne. Za najwyższą gwarancję bezpieczeństwa sojuszników uznano strategiczne siły nuklearne. Zapowiedziano, że Sojusz nadal będzie utrzymywał w Europie siły jądrowe, aby były postrzegane jako wiarygodny i skuteczny element strategii odstraszania
- Wnioski

w części końcowej, sojusznicy potwierdzili defensywny charakter nowej koncepcji strategicznej i determinację do ochrony integralności, bezpieczeństwa i suwerenności terytorialnej NATO; zapowiedziano kontynuację w zakresie kontroli zbrojeń oraz budowy środków zaufania. Koncepcja strategiczna miała stanowić podstawę dalszego rozwoju polityki obronnej.
Deklaracja rzymska o pokoju i współpracy składała się z 6 rozdziałów:
- Nowa architektura bezpieczeństwa;

w rozdziale podkreślono, że nowe wyzwania muszą być rozwiązywane w ramach powiązanych ze sobą instytucji łączących kraje Europy i Ameryki Północnej. Należało rozwijać współpracę NATO, KBWE, Wspólnoty Europejskiej, Unii Zachodnioeuropejskiej i Rady Europy.
- Przyszła rola Sojuszu: nasza nowa koncepcja strategiczna;

w rozdziale zadeklarowano, że NATO będzie utrzymywać swój obronny charakter, a jego polityka bezpieczeństwa będzie opierać się na dialogu, współpracy i wspólnej obronie. Zapowiadano, że siły konwencjonalne zostaną w znacznym stopniu ograniczone, ale staną się bardziej mobilne i coraz większą rolę będą odgrywały oddziały wielonarodowe; siły jądrowe zaś zostaną zmniejszone o około 80%.
- Europejska rola tożsamości i obrony w zakresie bezpieczeństwa;

w rozdziale zapowiedziano wzmacniania integralności i skuteczności Sojuszu jako podstawę jego transformacji. Powtórzono, że Sojusz stanowi najważniejsze forum konsultacji między jego członkami i miejsce porozumienia w sprawie bezpieczeństwa i obrony wynikające z traktatu waszyngtońskiego.
- Relacje ze Związkiem Radzieckim oraz innymi krajami Europy Środkowo-Wschodniej: jakościowy krok naprzód;

w  rozdziale Sojusz zapowiadał wsparcie reform podejmowanych w państwach Europy Wschodniej. Zaproponowano organizację corocznych spotkań z Radą Północnoatlantycką na szczeblu ministerialnym i na poziomie ambasadorów, regularnych spotkań z podległymi komitetami i organami wojskowymi NATO. Sojusz miał również wspierać rozwój KBWE.
- Kontrola zbrojeń;

w rozdziale Sojusz poparł wszelkie działania związane z kontrolą zbrojeń i procesem rozbrojenia. Zadeklarowano prace na rzecz bezpieczeństwa przy minimalnych poziomach broni jądrowej, wystarczających do zachowania pokoju i stabilności. Wezwano wszystkich sygnatariuszy CFE do ratyfikacji umowy START i jej wdrożenia.
- Szersze wyzwania

w rozdziale przypomniano, że Sojusz Północnoatlantycki został utworzony w celu obrony terytorium swoich członków oraz ochrony i promowania wartości, które podzielają.
W oświadczeniu Rozwój sytuacji w Związku Radzieckim:
z zadowoleniem przyjęto decyzje, które skutkowały fundamentalnymi przemianami w Związku Radzieckim i w stosunkach między republikami. Podkreślono, że władze powinny przestrzegać międzynarodowych norm i zobowiązań, zwłaszcza zawartych w akcie końcowym Konferencji Bezpieczeństwa i Współpracy w Europie, Paryskiej Karcie Nowej Europy oraz innych dokumentach KBWE. Zagwarantowane miały zostać niezbywalne prawa każdego człowieka. Zwrócono też uwagę na poszanowanie międzynarodowych traktatów: START, CFE oraz umów o nierozprzestrzenianiu broni jądrowej i biologicznej. Nadmieniono, że zmianom politycznym powinna towarzyszyć swoboda gospodarcza i budowa gospodarki rynkowej.
W oświadczeniu Sytuacja w Jugosławii:
wyrażono zaniepokojenie kryzysem w Jugosławii i poważnym niebezpieczeństwem, jakie stanowi on dla stabilności w regionie. Potępiono wszystkich, którzy zastraszali i zabijali ludność cywilną oraz niszczyli mienie. Wezwano do respektowania porozumień o zawieszeniu broni i przestrzegania zasad KBWE. Uznano, że użycie siły do osiągnięcia celów politycznych jest niedopuszczalne. Podkreślono, że prawo do samostanowienia wszystkich narodów w Jugosławii nie może być stosowane w oderwaniu od interesów i praw grup narodowych lub etnicznych w poszczególnych republikach. Wezwano do udzielanie pomocy humanitarnej społecznościom przesiedlonym podczas walk.